# Energie hidraulică

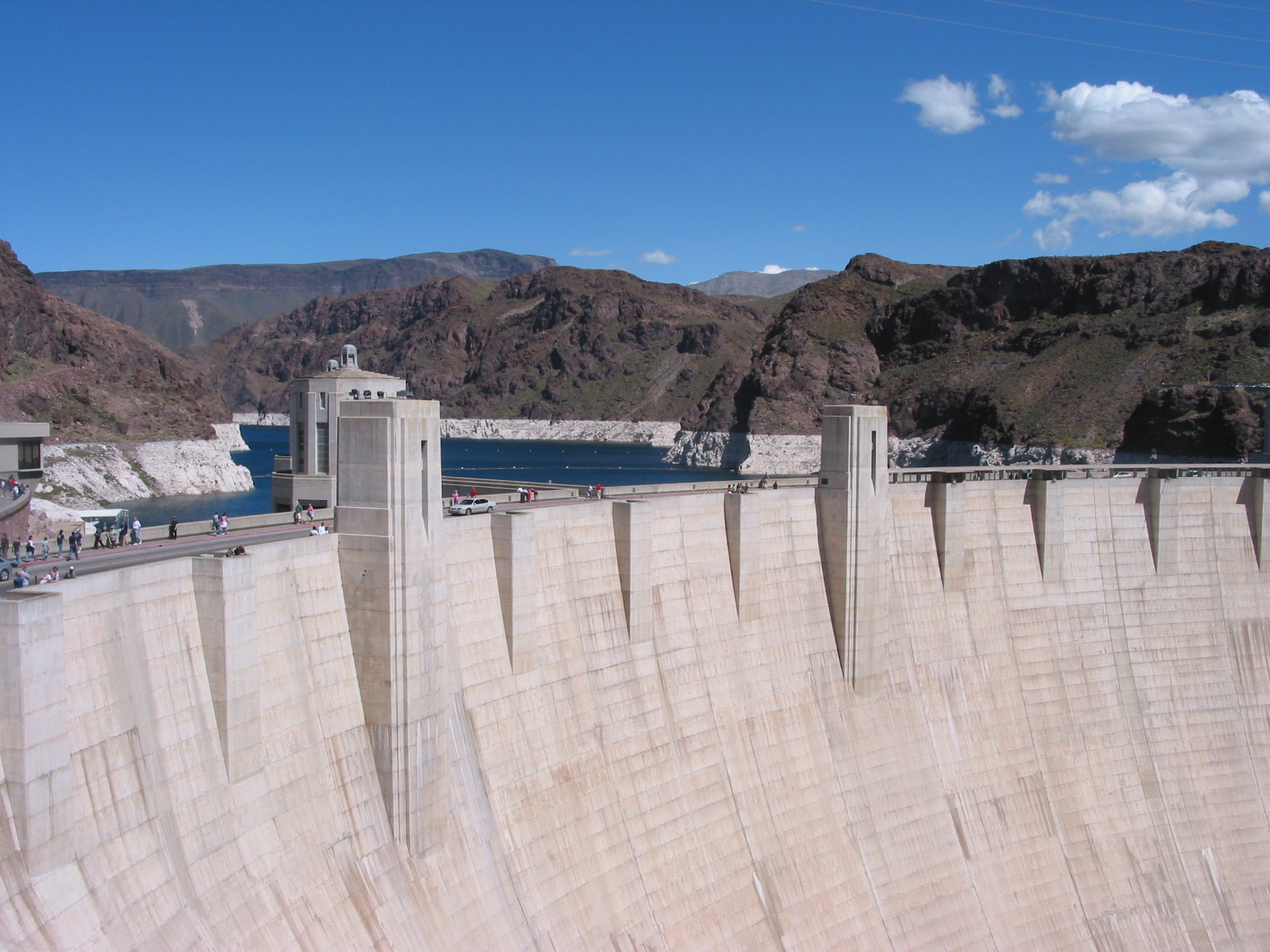
Barajul Hoover, pe granița dintre Arizona și Nevada, SUA

Energia hidraulică reprezintă capacitatea unui sistem fizic (apă) de a efectua un lucru mecanic la trecerea dintr-o poziție dată în altă poziție (curgere). Datorită circuitului apei în natură, întreținut automat de energia Soarelui, energia hidraulică este o formă de energie regenerabilă.
Energia hidraulică este o energie mecanică formată din energia potențială a apei dată de diferența de nivel între lacul de acumulare și centrală, respectiv din energia cinetică a apei în mișcare. Exploatarea acestei energii se face actualmente în hidrocentrale, care transformă energia potențială a apei în energie cinetică. Aceasta e apoi captată cu ajutorul unor turbine hidraulice care acționează generatoare electrice care în final o transformă în energie electrică.
Tot forme de energie hidraulică sunt și energia cinetică a valurilor și mareelor.

## Istoric

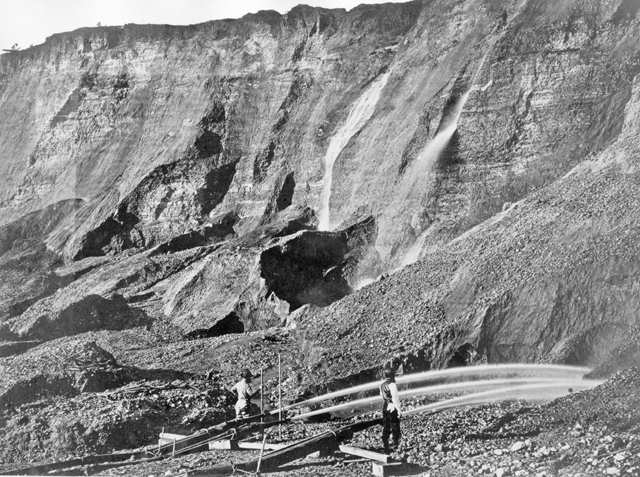
Mineri folosind jeturi de apă în exploatarea auriferă Dutch Flat, California, între 1857 - 1870.

Energia hidraulică a fost folosită încă din antichitate. În India se foloseau roțile hidraulice la morile de apă. În Imperiul Roman morile acționate de apă produceau făină și erau folosite de asemenea la acționarea gaterelor pentru tăierea lemnului și a pietrei. Puterea unui torent de apă eliberat dintr-un rezervor era folosită la extracția minereurilor, metodă descrisă încă de Pliniu cel Bătrân. Metoda era folosită pe larg în evul mediu în Marea Britanie și chiar mai târziu la extracția minereurilor de plumb și staniu. Metoda a evoluat în mineritul hidraulic, folosită în perioada goanei după aur din California.
În China și în extremul orient, roți hidraulice cu cupe erau folosite la irigarea culturilor. În anii 1830, în perioada de vârf a canalelor, energia hidraulică era folosită la tractarea barjelor în sus și în josul pantelor pronunțate. Energia mecanică necesară diverselor industrii determina amplasarea acestora lângă căderile de apă.
În prezent utilizarea curentă a energiei hidraulice se face pentru producerea curentului electric, care este produs în acest caz cu costuri relativ reduse, iar energia produsă poate fi utilizată relativ departe de surse.

## Fenomene naturale

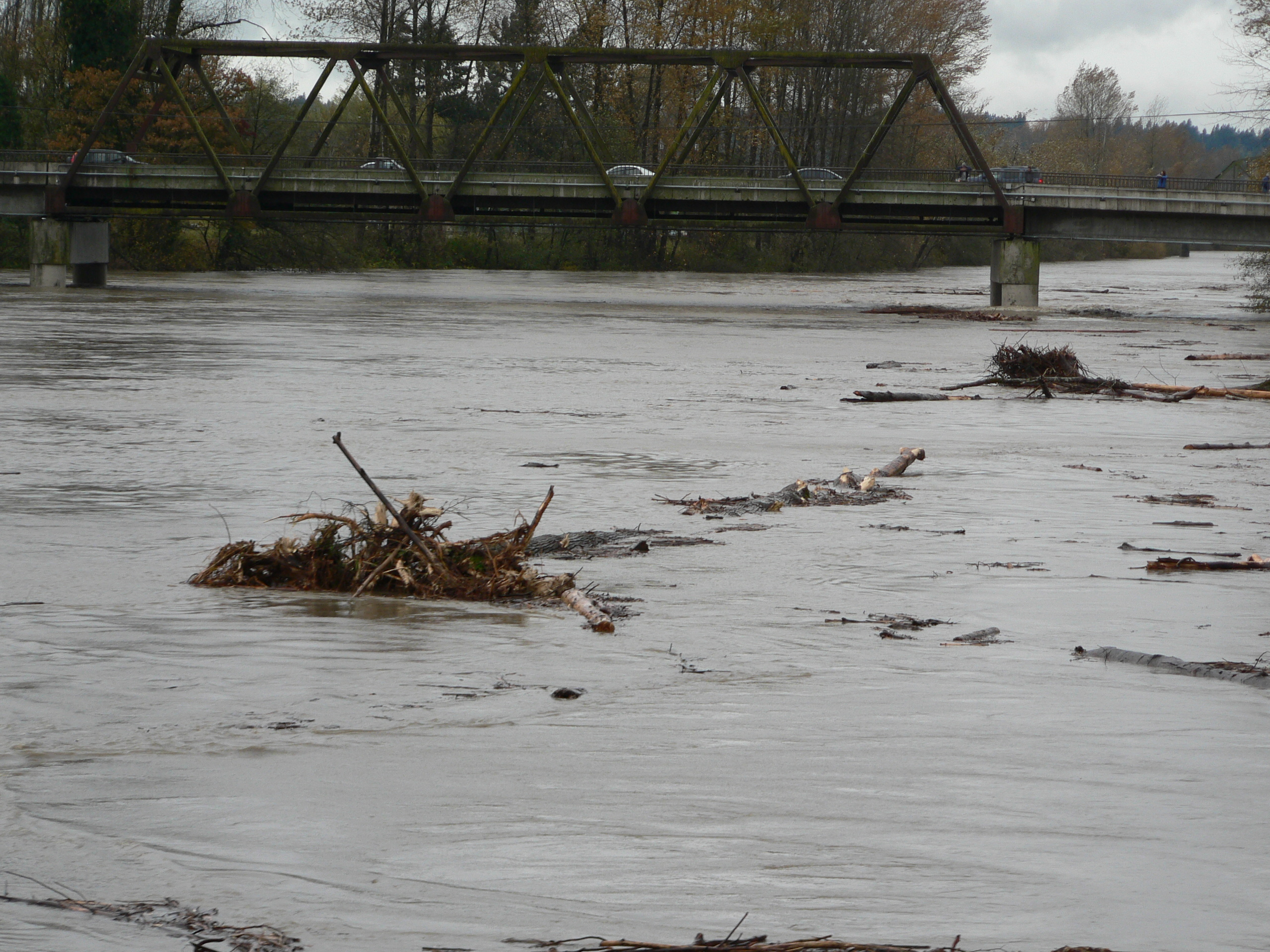
Râul Snohomish, Washington, în timpul unei inundații.

Din punct de vedere al hidrologiei, energia hidraulică se manifestă prin forța apei asupra malurilor râului și a bancurilor. Aceste forțe sunt maxime în timpul inundațiilor, datorită creșterii nivelului apelor. Aceste forțe determină dislocarea sedimentelor și a altor materiale din albia râului, cauzând eroziune și alte distrugeri.

## Descriere cantitativă
Resursa hidroenergetică poate fi evaluată prin puterea (energia în unitatea de timp) care se poate obține. Puterea depinde de căderea și cu debitul sursei de apă.
- Căderea (engleză head) determină presiunea apei, care este dată de diferența de nivel dintre suprafața liberă a apei și a turbinei, exprimată în metri.
- Debitul de curgere (engleză flow rate) este cantitatea de apă care curge în unitatea de timp care curge prin conducta de aducțiune într-o anumită perioadă de timp, exprimată în metri cubi/secundă.

Cantitatea de energie {\displaystyle \,E} care se obține prin coborârea în câmp gavitațional a unui obiect de masă {\displaystyle \,m} cu o diferență de înălțime {\displaystyle \,h} este:
{\displaystyle \,E=mgh}
unde {\displaystyle \,g} este accelerația gravitațională.
Energia hidraulică disponibilă într-un lac de acumulare se poate extrage prin coborârea intenționată a nivelului apei. În acest caz, puterea depinde de debitul masic al apei.
{\displaystyle {\frac {E}{t}}={\frac {m}{t}}gh}
Deoarece fracția {\displaystyle {\frac {E}{t}}} este tocmai puterea {\displaystyle \,P} și exprimând în membrul din dreapta fracția {\displaystyle {\frac {m}{t}}} în funcție de debitul volumic de curgere {\displaystyle \,\phi } și de densitatea apei, se obține forma uzuală:
{\displaystyle P=\rho \,\phi \,g\,h.}
Pentru a obține {\displaystyle \,P} în wați, {\displaystyle \,\rho } trebuie exprimată în kg/m³, {\displaystyle \,\phi } în m³/s, {\displaystyle \,g} în m/s² și {\displaystyle \,h} în m.
Unele dispozitive, ca roțile hidraulice extrag energie din curgere fără a fi necesar ca apa să-și schimbe înălțimea, caz în care se exploatează doar energia cinetică a curentului de apă:
{\displaystyle P={\frac {1}{2}}\,\rho \,\phi \,v^{2}}
unde {\displaystyle \,v} este viteza apei.
Cu {\displaystyle \phi =A\,v}, unde A este secțiunea pin care trece apa:
{\displaystyle P={\frac {1}{2}}\,\rho \,A\,v^{3}}
Roțile cu aducțiune superioară pot extrage ambele tipuri de energie, atât cea potențială, cât și cea cinetică.

## Moduri de exploatare a energiei hidraulice

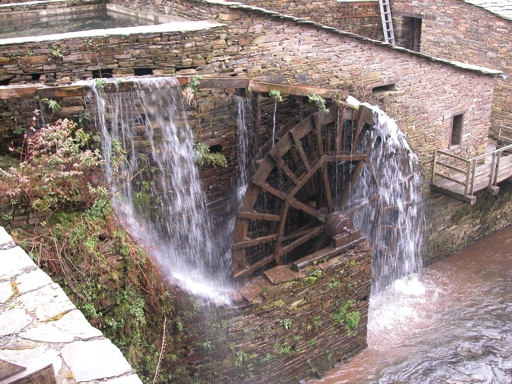
Roată hidraulică cu aducţiune superioară la Mazonovo, Spania.

### Roți hidraulice
O roată hidraulică utilizează energia râurilor pentru a produce direct lucru mecanic.
- La debite mici se exploatează în principal energia potențială a apei. În acest scop se folosesc roți pe care sunt montate cupe, iar aducțiunea apei se face în partea de sus a roții, apa umplând cupele. Greutatea apei din cupe este forța care acționează roata. În acest caz căderea corespunde diferenței de nivel între punctele în care apa este admisă în cupe, respectiv evacuată și este cu atât mai mare cu cât diametrul roții este mai mare.

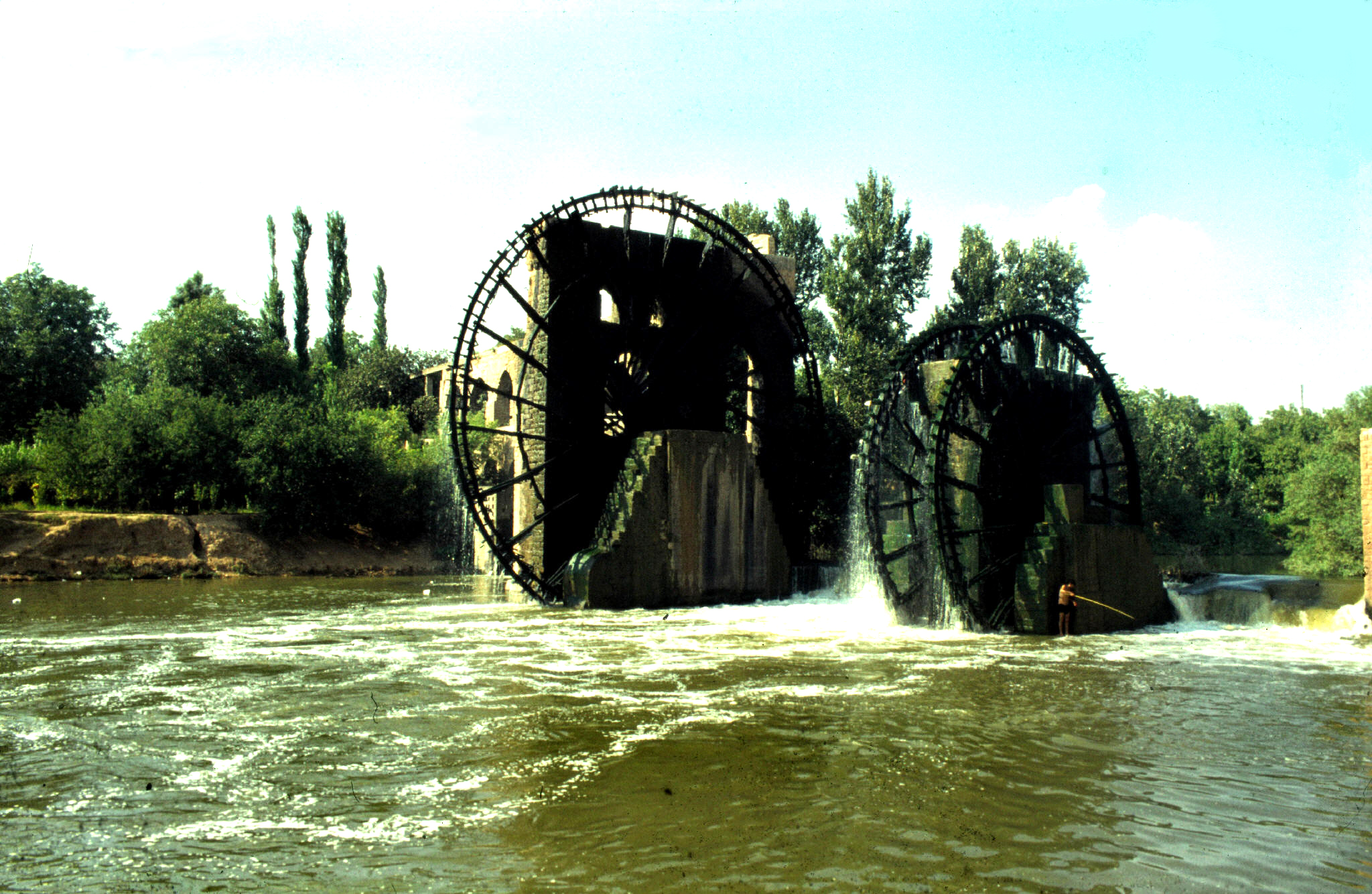
Roţi hidraulice cu aducţiune inferioară la Hama, Siria.

- La debite mari se exploatează în principal energia cinetică a apei. În acest scop se folosesc roți pe care sunt montate palete, iar aducțiunea apei se face în partea de jos a roții, apa împingând paletele. Pentru a avea momente cât mai mari, raza roții trebuie să fie cât mai mare. Adesea, pentru a accelera curgerea apei în dreptul roții, înaintea ei se plasează un stăvilar deversor, care ridică nivelul apei (căderea) și transformă energia potențială a acestei căderi în energie cinetică suplimentară, viteza rezultată prin deversare adăugându-se la viteza de curgere normală a râului.

### Hidrocentrale

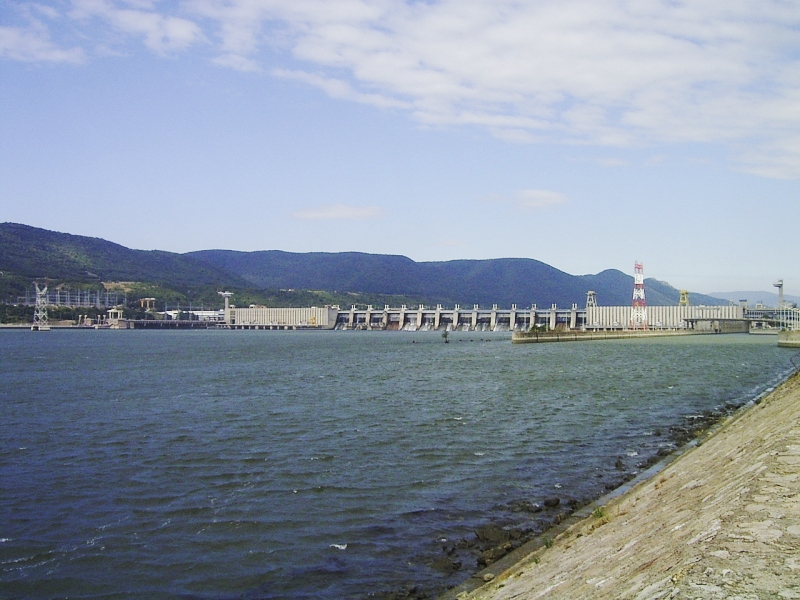
Hidrocentrala de la Porţile de Fier.

O hidrocentrală utilizează amenajări ale râurilor sub formă de baraje, în scopul producerii energiei electrice. Potențialul unei exploatări hidroelectrice depinde atât de cădere, cât și de debitul de apă disponibil. Cu cât căderea și debitul disponibile sunt mai mari, cu atât se poate obține mai multă energie electrică. Energia hidraulică este captată cu turbine.
Potențialul hidroenergetic al României era amenajat în 1994 în proporție de cca. 40 %. Centrale hidroelectrice aveau o putere instalată de 5,8 GW, reprezentând circa 40% din puterea instalată în România. Producția efectivă a hidrocentralelor era în 1994 de aproape 13 TWh, reprezentând circa 24 % din totalul energiei electrice produse. Actual puterea instalată depășește 6 GW iar producția este de cca. 20 TWh pe an. Cota de energie electrică produsă pe bază de energie hidraulică este de cca. 22 - 33 %.

### Microcentrale și picocentrale hidraulice

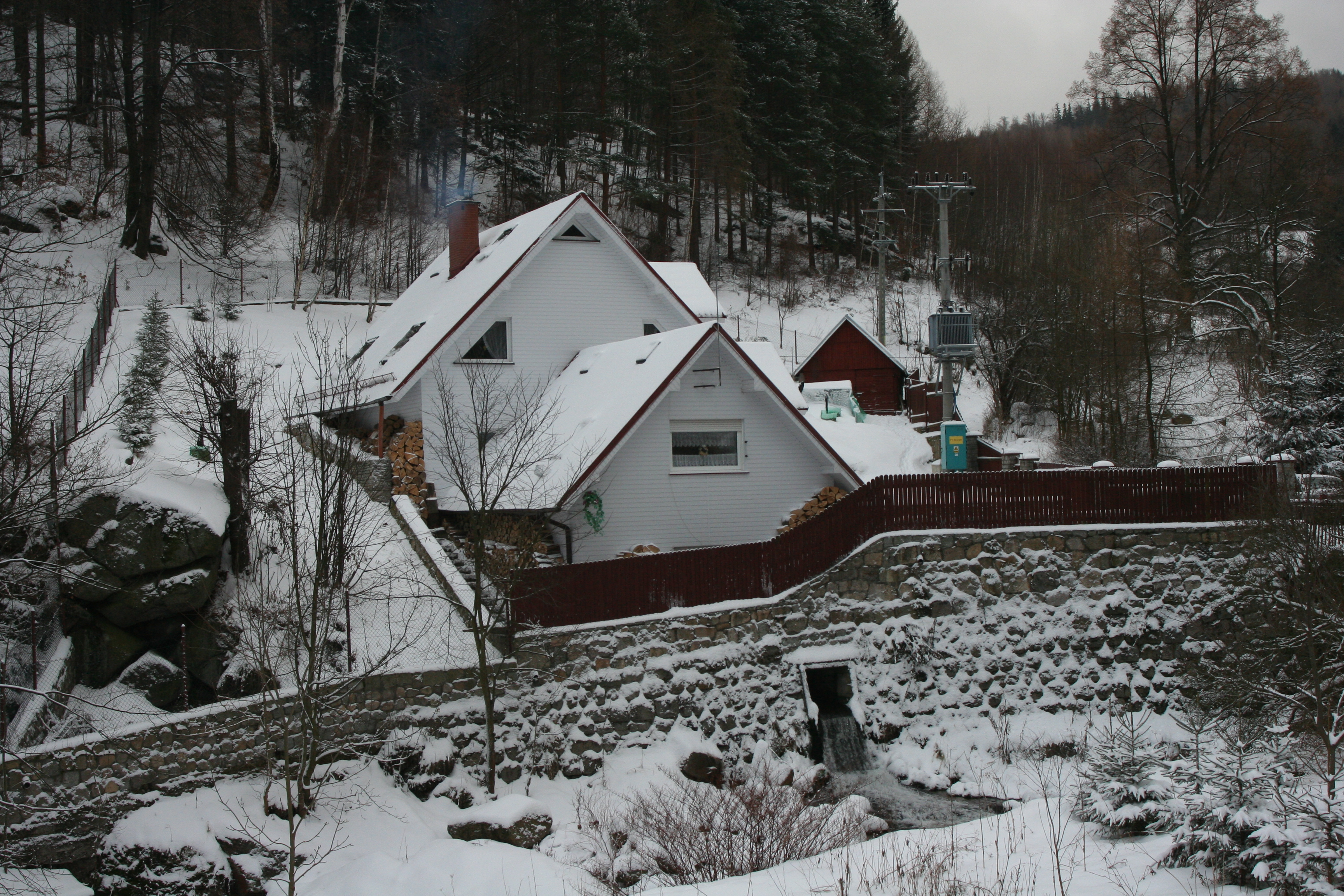
Microcentrală la Jagniatkow, Jelenia Góra, Polonia.

Prin microcentrală hidraulică se înțelege o hidrocentrală cu puterea instalată de 5 - 100 kW, iar o picocentrală hidraulică are o putere instalată de 1 - 5 kW. O picocentrală poate alimenta un grup de câteva case, iar o microcentrală o mică așezare.
Deoarece consumul de curent electric are variații mari, pentru stabilizarea funcționării se pot folosi baterii de acumulatori, care se încarcă în momentele de consum redus și asigură consumul în perioadele de vârf. Datorită faptului că curentul de joasă tensiune produs de generatorul microcentralei nu poate fi transportat convenabil la distanță, acumulatorii trebuie plasați lângă turbină. Este nevoie de toate componentele unei hidrocentrale clasice - mai puțin barajul - adică sistemul de captare, conductele de aducțiune, turbina, generatorul, acumulatori, regulatoare, invertoare care ridică tensiunea la 230 V, ca urmare costul unei asemenea amenajări nu este mic și soluția este recomandabilă doar pentru zone izolate, care nu dispun de linii electrice.
Microcentralele se pot instala pe râuri relativ mici, dar, datorită fluctuațiilor sezoniere de debit ale râurilor, în lipsa barajului debitul râului trebuie să fie considerabil mai mare decât cel prelevat pentru microcentrală. Pentru o putere de 1 kW trebuie pentru o cădere de 100 m un debit de 1 l/s. În practică, datorită randamentelor de transformare, este nevoie de un debit aproape dublu, randamentul uzual fiind puțin peste 50 %.

### Centrale mareomotrice
O centrală mareomotrică recuperează energia mareelor. În zonele cu maree, acestea se petrec de două ori pe zi, producând ridicarea, respectiv scăderea nivelului apei. Există două moduri de exploatare a energiei mareelor:
- Centrale fără baraj, care utilizează numai energia cinetică a apei, similar cum morile de vânt utilizează energia eoliană.
- Centrale cu baraj, care exploatează energia potențială a apei, obținută prin ridicarea nivelului ca urmare a mareei.

Deoarece mareea în Marea Neagră este de doar câțiva centimetri, România nu are potențial pentru astfel de centrale.

### Instalații care recuperează energia valurilor

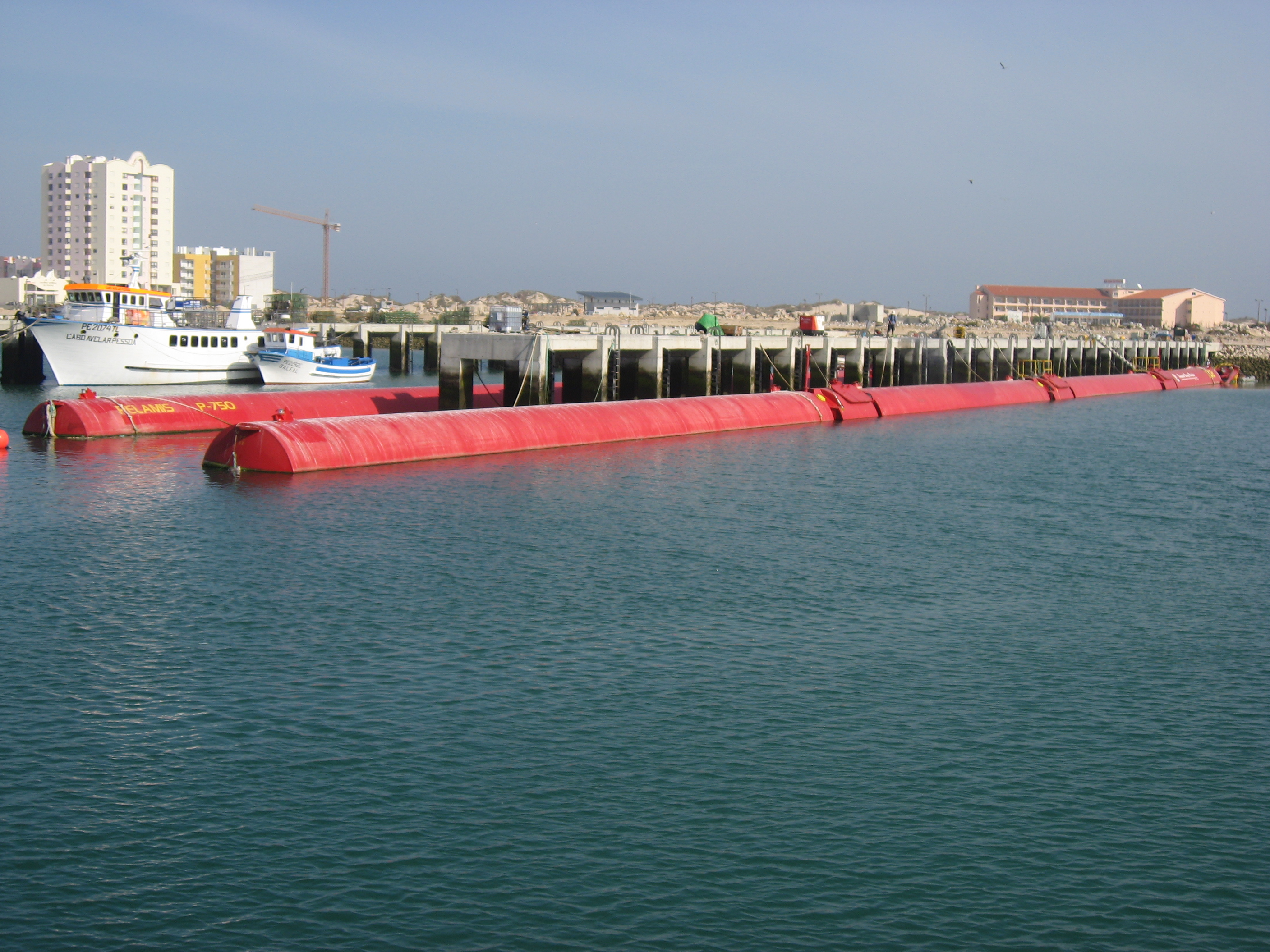
Instalaţie de tip Pelamis la Peniche, Portugalia.

Pentru recuperarea energiei valurilor se pot folosi scheme similare cu cele de la centralele mareomotrice cu baraj, însă, datorită perioadei scurte a valurilor aceste scheme sunt puțin eficiente.
Un obiect care plutește pe valuri execută o mișcare cu o traiectorie eliptică. Cea mai simplă formă de valorificare a acestei mișcări pentru recuperarea energiei valurilor sunt pontoanele articulate. O construcție modernă este cea de tip Pelamis formată din mai mulți cilindri articulați, care, sub acțiunea valurilor au mișcări relative care acționează niște pistoane. Pistoanele pompează ulei sub presiune prin motoare hidraulice care acționează generatoare electrice.